# 拉卜楞寺续部上学院
续部上学院是中国拉卜楞寺的密宗学院之一。主要研究生起和圆满次第之道，受法师灌顶，修行密宗之真谛。学院分初级、中级和高级三个学级，年限不定。升入高级班者，必须学会绘制坛城技术，学会八种佛塔的绘图及土地金刚线的画法。高级班每年十二月十一日至十五日经过辩论考试，取得“俄然巴”学位，每年只录取一人。